# Amable Daunais
Pour les articles homonymes, voir Daunais.
Amable Daunais né en 1816 à Sainte-Marguerite-de-Blairfindie (auj. dans Saint-Jean-sur-Richelieu) et mort exécuté à Montréal le 15 février 1839, est un patriote franco-canadien.

## Biographie
Cultivateur, lors des événements de 1837, il est acquitté du meurtre du policier Joseph Armand dit Chartrand et reprend la lutte à Odelltown auprès de Robert Nelson (9 novembre 1838). Capturé, traduit en cour martiale, il est pendu à la prison du Pied-du-Courant à Montréal. 

## Dans la culture
Jules Verne le mentionne dans son roman sur les Patriotes, Famille-Sans-Nom (partie 2, chapitre XIV).
En 2001, l'acteur Sébastien Ricard joue son personnage dans le film 15 février 1839.